# 2000-talet f.Kr. (millennium)

Världen 2000 f.Kr.

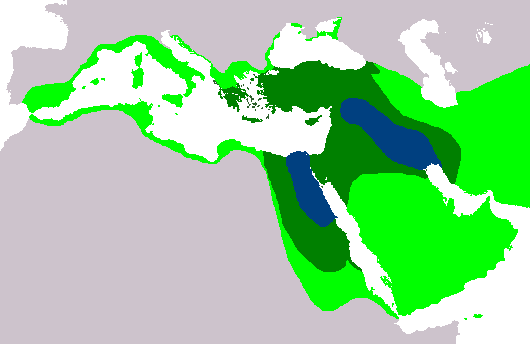
Skrivtecknens spridning 2300 f.Kr. (blått)

2000-talet f.Kr. (tvåtusentalet före Kristus) är det 3:e millenniet f.Kr. 

## Händelser
- Konungariket Elam bildas.
- Babylons första dynasti.
- Babylon erövrar Sumerien och Elam.
- Tredje och fjärde dynastierna i Egypten.
- Enandet av civilisationerna i Indusdalen.
- Hästen domesticeras i Centralasien.
- Kineserna registrerar en komet.
- De första zigguraterna (tempeltorn) byggs i Sumerien.

### 2900-talet f.Kr.
- Keramik utvecklas i Amerika.

### 2800-talet f.Kr.
- Staden Mari i Syrien grundas.

### 2600-talet f.Kr.
- Farao Sahura organiserar en resa till Punt (i nuvarande Eritrea).[1]
- De första kulturerna uppstår i Indien.
- Cheops, farao av Egypten.

### 2580 f.Kr.
- Den stora Cheopspyramiden i Giza står färdig.

### 2500-talet f.Kr.
- I Egypten övergår man från att tala arkaisk egyptiska till äldre egyptiska.
- Induskulturen uppstår i Indien.

### 2500 f.Kr.
- Opiumfrön äts av en folkgrupp i Västalperna (omkring detta år).[2]

### 2474-2398 f.Kr.
- Den gyllene epoken för staden Ur.

### 2400-talet f.Kr.
- Staden Babylon omnämns i skrift för första gången.
- Egyptiska kalendern börjar användas.

### 2350 f.Kr.
- Akkaderna intar Sumer.

### 2345 f.Kr.
- Levantenområdet skall vid denna tid ha utsatts för bombardering med eldbollar.[3]

### 2300-talet f.Kr.
- De äldsta kända skriftliga uppgifterna om hurriterna nedtecknas.

### 2300 f.Kr.
- - Kejsar Yao i Kina uppfinner ett spel, där åskådarna vadslår på resultatet mellan två spelare.[3]
  - En meteor kraschar i södra Mesopotamien, och lämnar efter sig en cirkelformad krater, två engelska mil bred.[3]

### 2200-talet f.Kr.
- Indoeuropéer invaderar det som är nuvarande Grekland.

### 2150 f.Kr.
- Gutifolket intar Sumer.

### 2100-talet f.Kr.
- Gilgamesheposet skrevs.
- Mentuhotep II, en fornegyptisk farao av den elfte dynastin, regerar mellan 2061 och 2010 f.Kr.
- Merikare, en fornegyptisk farao av den tionde dynastin, regerar omkring 2050 f.Kr.

### 2070 f.Kr.
- Xiadynastin börjar i Kina.

### 2000 f.Kr.
- Arierna migrerar till nuvarande Iran, Afghanistan, Turkiet och Nordindien (omkring denna tid).
- Indianerna i Sydamerika börjar tugga kokablad, dels som medicin, men också för att uppnå "det gudomliga ruset" (omkring detta år).[2]
- Cannabisplantan används i kottby som drog (omkring detta år).[2]

### 2000-talet f.Kr.
- Riket Babylonien uppstår i Mesopotamien.
- Tempeltornet Ziqqurat byggs i Mesopotamien omkring 2100-550 f.Kr.
- Ur-Nammu, en sumerisk härskare, regerar mellan cirka 2112 och 2095 f.Kr.

## Personer
- Abraham, biblisk person.
- Ur-nina, kung av Lagash (2800-talet f.Kr.)
- Urukagina, kung av Lagesh och reformator. Skapar den äldsta kända rättslagstiftningen på 2300-talet f.Kr.
- Lugalsaggizi, kung av Uruk och Uma. Erövrar Lagash.
- Sargon den store, grundare av imperierna Akkad (stad i nordmesopotamien) och Sumerien. Äldsta kända person att skapa en multietnisk stat (emperium).

### Fotnoter
1. ↑  ”Land of Punt” (på engelska). Wikipedia, the free encyclopedia. https://en.wikipedia.org/w/index.php?title=Land_of_Punt&oldid=719832562. Läst 15 maj 2016.
2. 1 2 3  ”Narkotika”. Members.fortunecity.com. Arkiverad från originalet den 24 maj 2011. https://web.archive.org/web/20110524131828/http://members.fortunecity.com/simulatorsmusicsite/droger/narkotika.htm. Läst 5 juli 2011.
3. 1 2 3  ”Chronology of World History”. Arkiverad från originalet den 18 oktober 2011. https://web.archive.org/web/20111018123038/http://www.islandnet.com/~KPOLSSON/worldhis/index.htm. Läst 18 juli 2011.